# Yanomamita
La yanomamita és un mineral de la classe dels fosfats, que pertany al grup de la variscita. Rep el seu nom dels yanomami, els habitants de la conca del riu Amazones.

## Característiques
La yanomamita és un arsenat de fórmula química InAsO₄·2H₂O. Va ser aprovada com a espècie vàlida per l'Associació Mineralògica Internacional l'any 1990. Cristal·litza en el sistema ortoròmbic. Es troba en forma de cristalls bipiramidals, de fins a 0,2 mm; típicament en crostes. La seva duresa a l'escala de Mohs es troba entre 3 i 4. Forma una sèrie de solució sòlida amb l'escorodita, en la que es produeix un reemplaçament de l'indi per ferro.
Segons la classificació de Nickel-Strunz, la yanomamita pertany a «08.CD: Fosfats sense anions addicionals, amb H₂O, només amb cations de mida mitjana, amb proporció RO₄:H₂O = 1:2» juntament amb els següents minerals: kolbeckita, metavariscita, fosfosiderita, mansfieldita, escorodita, strengita, variscita, parascorodita, ludlamita, sterlinghil·lita i rollandita.

## Formació i jaciments
Es tracta d'un mineral secundari poc freqüent que es troba substituint l'arsenopirita a les venes greisen de quars-topazi en granit. Sol trobar-se associada a altres minerals com: escorodita, arsenopirita, esfalerita rica en indi, topazi i cassiterita. Va ser descoberta al dipòsit de Mangabeira, a Monte Alegre de Goiás (Goiás, Brasil). També ha estat trobada a la mina Aveleiras, a Mire de Tibães (Braga, Portugal).